# Walter Wilson
William George Wilson (ur. 7 października 1887, zm. 14 maja 1855) – brytyjski zapaśnik walczący w stylu wolnym.  Dwukrotny olimpijczyk. Piąty w Antwerpii 1920 i szósty w Paryżu 1924 w kategorii 87 kg.
Czterokrotny mistrz kraju w: 1922, 1923 (open i 85 kg).
- Turniej w Antwerpii 1920

Przegrał z Johnem Redmanem z USA
- Turniej w Paryżu 1924

Wygrał z George Rumpelem z Kanady i przegrał z Rudolfem Svenssonem ze Szwecji i Amerykaninem Johnem Spellmanem.